# Denis af Wåhlberg
Denis Emanuel af Wåhlberg, född 4 juli 1877 i Ockelbo församling, Gävleborgs län, död 12 juni 1935, var en svensk jägmästare. 
Efter Skogsinstitutets högre kurs 1900 var af Wåhlberg extra jägmästare i Gävle-Dala distrikt 1901, assistent vid Gästriklands revir 1901, vid Transtrands revir 1902, blev tillförordnad jägmästare där 1908, i Särna revir 1909, skogstaxator i Gävle-Dala distrikt 1910, biträdande jägmästare i Klotens revir 1910, jägmästare i Malingsbo revir 1915, tillförordnad överjägmästare i övre Norrbottens distrikt 1916, överdirektör och souschef i Domänstyrelsen 1919 och tillförordnad generaldirektör 1924–1925. 
Vid sidan av detta var af Wåhlberg vikarierande skogsförvaltare för Kopparbergs och Hofors Sågverks AB:s skogar i Gävleborgs län 1900–1902, vikarierande flottningschef i Testeboåns flottningsförening 1900-1902 och flottningschef för Hedströmmens flottningsförening 1911–1916. Han tillhörde stadsfullmäktige i Luleå 1919, var ordförande för statens träförädlingskommitté 1919-1922, ledamot i Svenska skogsvårdsföreningen 1912–1917 och ordförande i styrelsen för De extra jägmästarnas förbund 1910–1915. Han invaldes som ledamot av Lantbruksakademien 1924.